# Catuense Futebol
Catuense Futebol – brazylijski klub piłkarski z siedzibą w mieście Catu leżącym w stanie Bahia.

## Osiągnięcia
- Wicemistrz stanu Bahia: 1987, 2003
- Taça Estado da Bahia: 2001
- Finał Taça Estado da Bahia: 1999

## Historia
Catuense założony został 1 stycznia 1974 pod początkową nazwą Associação Desportiva Catuense. W 2003 klub stał się spóką akcyjną i zmienił nazwę na Catuense Futebol S/A.